# Clayton Hill
Der Clayton Hill (französisch Sommet Clayton) ist ein Hügel im nordzentralen Teil der Petermann-Insel im Wilhelm-Archipel vor der Westküste der Antarktischen Halbinsel. Mit einer Höhe von 125 m (nach anderen Angaben 133 m oder 135 m) ist er die höchste Erhebung der Insel.
Teilnehmer der Vierten Französischen Antarktisexpedition (1903–1905) kartierten ihn als Erste. Der Expeditionsleiter und Polarforscher Jean-Baptiste Charcot benannte den Berg nach dem US-amerikanischen Unternehmer Thomas Adam Clayton (1852–1925), dessen in Paris ansässige Niederlassung der Sulphur Dioxide Fire Extinguishing Company zur Ausrüstung der Expedition beisteuerte. Das UK Antarctic Place-Names Committee übertrug am 8. September 1953 die französische Benennung ins Englische.